# اوراین
اوراین (به فرانسوی: Auragne) یک کمون در فرانسه است که در canton of Nailloux واقع شده‌است. اوراین ۱۳٫۶۳ کیلومتر مربع مساحت دارد ۲۶۵ متر بالاتر از سطح دریا واقع شده‌است.